# Фурка (тоннель)

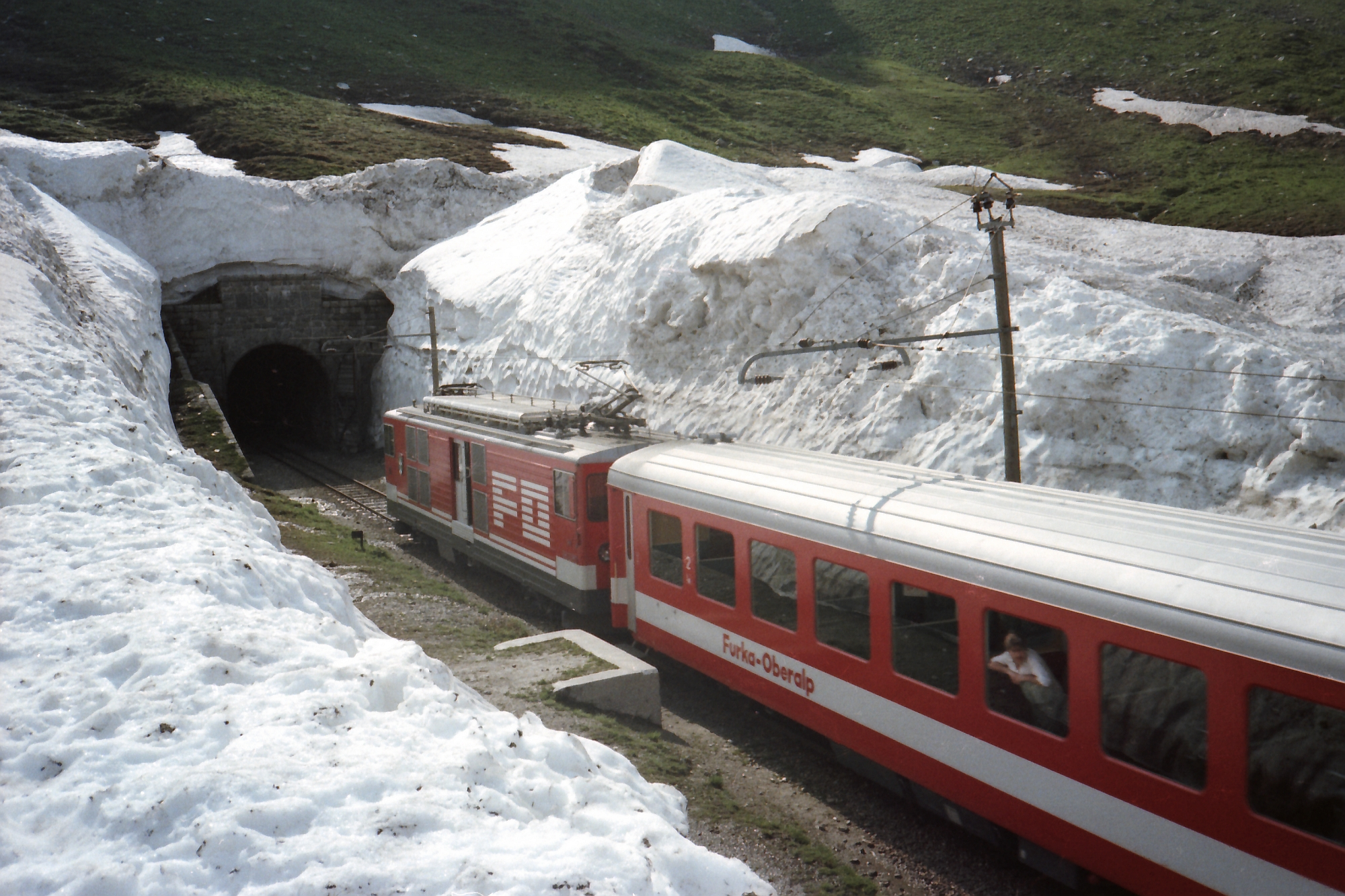
Портал Мутбах-Бельведер, 1981

Фурка (нем. Furka-Scheiteltunnel) — железнодорожный тоннель в южной Швейцарии, длиной 1858 м. Самая высокая точка — 2160 м над уровнем моря. Тоннель был введён в эксплуатацию в 1925 году, а открыт 3 июля 1926 года. Он связывает железнодорожную станцию Фурка, кантон Ури, со станцией Мутбах-Бельведер, кантон Вале.
До 1982 года, когда горный тоннель был заменён на базисный тоннель Фурка, железнодорожная линия была частью железнодорожной линии Фурка-Оберальп. Однако, эта линия, вместе с горным тоннелем, была закрыта в 1981 году и вновь открыта в 2000 году, на середину 2010-х является частью паровой зубчатой железной дороги Фурка, однако историческая железная дорога работает только летом.